# Повілас Леймонас
Повілас Леймонас (лит. Povilas Leimonas, нар. 16 липня 1985, Маріямполе) — литовський футболіст, захисник, півзахисник, захисник клубу «Судува» і національної збірної Литви.
Дворазовий чемпіон Литви. Володар Кубка Литви. Володар Суперкубка Литви. 

## Клубна кар'єра
Народився 16 липня 1985 року в місті Маріямполе. Вихованець футбольної школи місцевого клубу «Судува». Дорослу футбольну кар'єру розпочав 2005 року в основній команді того ж клубу, в якій провів вісім сезонів, взявши участь у 166 матчах чемпіонату. Більшість часу, проведеного у складі «Судуви», був основним гравцем команди.
2013 року перебрався до Польщі, ставши гравцем клубу «Відзев», згодом також грав за «Ягеллонію» і ГКС (Катовіце).
2016 року повернувся до рідного клубу «Судува», якому допоміг у 2017 і 2018 роках перемогти у чемпіонаті Литви.

## Виступи за збірні
Протягом 2007–2008 років залучався до складу молодіжної збірної Литви. На молодіжному рівні зіграв у 4 офіційних матчах.
2011 року дебютував в офіційних матчах у складі національної збірної Литви.

## Титули і досягнення
- Чемпіон Литви (3):

«Судува»: 2017, 2018, 2019
- Володар Кубка Литви (3):

«Судува»: 2006, 2008-2009, 2019
- Володар Суперкубка Литви (3):

«Судува»: 2009, 2018, 2019